# Primera División 2023-2024 (Costa Rica)
La Primera Division 2023-2024, nota anche come Liga Promerica 2023-2024 per ragioni di sponsorizzazione, è stata la 121ª edizione della massima serie del campionato di calcio costaricano. Il campionato è iniziato il 26 luglio 2023 e si è concluso il 27 maggio 2024.
La stagione è stata divisa in due tornei separati, l'Apertura 2023 e il Clausura 2024, con lo stesso formato e le stesse squadre partecipanti, entrambi vinti dal Saprissa.

## Stagione

### Novità
Dalla scorsa edizione del campionato è retrocesso il Guadalupe, mentre dalla Segunda División è stato promosso il Municipal Liberia, vincitore dell'edizione 2022-2023.

### Formula
Le 12 squadre partecipanti giocheranno due distinti gironi di andata e ritorno, l'Apertura e il Clausura, ognuno da 22 giornate, e al termine di ognuno di essi le prime 4 classificate si qualificano per i play-off, che prevedono due turni a eliminazione diretta di andata e ritorno. Al termine della fase a eliminazione diretta, la vincitrice della finale gioca una Gran Final contro la prima nella classifica della stagione regolare. Se la vincente della fase finale è anche la vincente della stagione regolare, questa è automaticamente campione nazionale.

## Squadre partecipanti
| Club               | Città                    | Stagione precedente |
| ------------------ | ------------------------ | ------------------- |
| Alajuelense        | Alajuela                 |                     |
| Cartaginés         | Cartago                  |                     |
| Municipal Grecia   | Grecia                   |                     |
| Guanacasteca       | Nicoya                   |                     |
| Herediano          | Heredia                  |                     |
| Municipal Liberia  | Liberia                  |                     |
| Puntarenas         | Puntarenas               |                     |
| Pérez Zeledón      | San Isidro de El General |                     |
| San Carlos         | Quesada                  |                     |
| Santos de Guápiles | Guápiles                 |                     |
| Saprissa           | San Juan de Tibás        |                     |
| Sporting San José  | Pavas                    |                     |

## Apertura

### Stagione regolare
|  | Pos. | Squadra            | Pt | G  | V  | N | P  | GF | GS | DR  |
|  | ---- | ------------------ | -- | -- | -- | - | -- | -- | -- | --- |
|  | 1.   | Saprissa           | 55 | 22 | 18 | 1 | 3  | 53 | 19 | +34 |
|  | 2.   | Alajuelense        | 46 | 22 | 14 | 4 | 4  | 42 | 23 | +19 |
|  | 3.   | Herediano          | 43 | 22 | 13 | 4 | 5  | 43 | 20 | +23 |
|  | 4.   | Cartaginés         | 37 | 22 | 11 | 4 | 7  | 36 | 28 | +8  |
|  | 5.   | Guanacasteca       | 37 | 22 | 11 | 4 | 7  | 28 | 25 | +3  |
|  | 6.   | San Carlos         | 26 | 22 | 7  | 5 | 10 | 26 | 28 | -2  |
|  | 7.   | Sporting San José  | 26 | 22 | 7  | 5 | 10 | 26 | 35 | -9  |
|  | 8.   | Santos de Guápiles | 23 | 22 | 5  | 8 | 9  | 17 | 26 | -9  |
|  | 9.   | Municipal Liberia  | 22 | 22 | 5  | 7 | 10 | 36 | 43 | -7  |
|  | 10.  | Puntarenas         | 21 | 22 | 6  | 3 | 13 | 26 | 34 | -8  |
|  | 11.  | Pérez Zeledón      | 17 | 22 | 4  | 5 | 13 | 17 | 46 | -29 |
|  | 12.  | Municipal Grecia   | 15 | 22 | 3  | 6 | 13 | 19 | 42 | -23 |

Legenda:
      Qualificata alla Gran Final e ai play-off.
      Qualificata ai play-off.

### Play-off

#### Semifinali
| Squadra 1  | Totale | Squadra 2   | Andata | Ritorno |
| ---------- | ------ | ----------- | ------ | ------- |
| Herediano  | 3 - 1  | Alajuelense | 3 - 0  | 0 - 1   |
| Cartaginés | 0 - 6  | Saprissa    | 0 - 2  | 0 - 4   |

#### Finale
| Squadra 1 | Totale | Squadra 2 | Andata | Ritorno |
| --------- | ------ | --------- | ------ | ------- |
| Herediano | 1 - 3  | Saprissa  | 1 - 2  | 0 - 1   |

## Clausura
|  | Pos. | Squadra            | Pt | G  | V  | N | P  | GF | GS | DR  |
|  | ---- | ------------------ | -- | -- | -- | - | -- | -- | -- | --- |
|  | 1.   | Saprissa           | 48 | 22 | 14 | 6 | 2  | 41 | 18 | +23 |
|  | 2.   | Herediano          | 44 | 22 | 13 | 5 | 4  | 34 | 17 | +17 |
|  | 3.   | Alajuelense        | 41 | 22 | 11 | 8 | 3  | 37 | 18 | +19 |
|  | 4.   | San Carlos         | 37 | 22 | 10 | 7 | 5  | 40 | 29 | +11 |
|  | 5.   | Municipal Liberia  | 37 | 22 | 11 | 4 | 7  | 36 | 31 | -5  |
|  | 6.   | Sporting San José  | 32 | 22 | 9  | 5 | 8  | 29 | 29 | 0   |
|  | 7.   | Guanacasteca       | 30 | 22 | 8  | 6 | 8  | 30 | 28 | +2  |
|  | 8.   | Pérez Zeledón      | 23 | 22 | 6  | 5 | 11 | 19 | 30 | -11 |
|  | 9.   | Cartaginés         | 20 | 22 | 4  | 8 | 10 | 21 | 30 | -9  |
|  | 10.  | Puntarenas         | 19 | 22 | 4  | 7 | 11 | 18 | 31 | -13 |
|  | 11.  | Municipal Grecia   | 15 | 22 | 3  | 6 | 13 | 18 | 31 | -13 |
|  | 12.  | Santos de Guápiles | 15 | 22 | 4  | 3 | 15 | 19 | 50 | -31 |

Legenda:
      Qualificata alla Gran Final e ai play-off.
      Qualificata ai play-off.

### Play-off

#### Semifinali
| Squadra 1  | Totale | Squadra 2   | Andata | Ritorno |
| ---------- | ------ | ----------- | ------ | ------- |
| Herediano  | 1 - 1  | Alajuelense | 0 - 1  | 1 - 0   |
| San Carlos | 0 - 5  | Saprissa    | 0 - 1  | 0 - 4   |

#### Finale
| Squadra 1   | Totale | Squadra 2 | Andata | Ritorno |
| ----------- | ------ | --------- | ------ | ------- |
| Alajuelense | 1 - 3  | Saprissa  | 1 - 0  | 0 - 3   |